# SINGER SONGER
SINGER SONGER（シンガー・ソンガー）は、シンガーソングライターのCoccoとロックバンド「くるり」のメンバーを中心に結成された日本の音楽バンド。

## 概要
Coccoと「くるり」の中心メンバー岸田繁と佐藤征史、および「くるり」のサポートメンバーをつとめていた堀江博久と臺太郎の5人で結成したポップ・ロック・バンド。また一時的に音楽活動を休止していたCoccoにとっては、これが3年ぶりの活動再開だった。
2004年夏、Coccoと岸田繁を中心としたスペシャル・コラボレーション「こっこちゃんとしげるくん」名義でタワーレコードの25周年記念事業『TOWER RECORDS GO! GO! 25th』のテーマソング「SING A SONG 〜NO MUSIC, NO LOVE LIFE〜」を制作。その場限りのバンドかと思われたが、このコラボをキッカケに意気投合し、名義を「SINGER SONGER」と改めてさらなる作品制作を行うことになった。

## メンバー
Cocco（こっこ）
ボーカルとほとんどの楽曲の作詞・作曲を担当。
岸田繁（きしだしげる）
ギター担当。バンド「くるり」のメンバー。
佐藤征史（さとうまさし）
ベース担当。バンド「くるり」のメンバー。
堀江博久（ほりえひろひさ）
キーボード担当。音楽プロデューサー。バンド「NEIL&IRAIZA」のメンバー。
臺太郎（だいたろう）
ドラム担当。くるり、七尾旅人などのサポートドラマー。

## 略歴
- 2004年夏、音楽活動を休止していたCoccoと「くるり」の岸田繁を中心にバンド結成。
- 2004年11月23日、タワーレコード創立25周年記念事業『TOWER RECORDS GO!GO!25TH 』のテーマソングとして制作されたシングル「SING A SONG 〜NO MUSIC, NO LOVE LIFE〜」[注 1]を“こっこちゃんとしげるくん”名義でリリース[5][6]。
- 2004年12月28日、メンバーはそのままでバンド名を“SINGER SONGER”と改め、岸田と佐藤の所属バンド「くるり」の年末ライブにスペシャルゲストとして出演[6][7]。
- 2005年3月、バンドのオフィシャルサイトがオープン[8]。
- 2005年5月25日、1stシングル「初花凛々」（しょかりんりん）でデビュー[1][3]。
- 2005年6月29日、1stアルバム『ばらいろポップ』をリリース[9][10]。
- 2005年8月5日、テレビ朝日「ミュージックステーション」に唯一のテレビ出演。「初花凛々」を演奏。
- 2005年8月6日、「ROCK IN JAPAN FESTIVAL 2005」のGRASS STAGEに出演[11][12]。

## ディスコグラフィ

### こっこちゃんとしげるくん名義

#### シングル
|     | 発売日         | タイトル                               | 規格 | 規格品番 | 最高位 | 備考                                                                                              |
| --- | -------------- | -------------------------------------- | ---- | -------- | ------ | ------------------------------------------------------------------------------------------------- |
| 1st | 2004年11月23日 | SING A SONG 〜NO MUSIC, NO LOVE LIFE〜 | CD   | TOWER-25 | 9位    | タワーレコード限定発売。 タワーレコード25周年記念事業『TOWER RECORDS GO! GO! 25TH』テーマソング。 |

### SINGER SONGER名義

#### シングル
|     | 発売日        | タイトル                   | 規格      | 規格品番                                    | 最高位 | 備考                         |
| --- | ------------- | -------------------------- | --------- | ------------------------------------------- | ------ | ---------------------------- |
| 1st | 2005年5月25日 | 初花凛々（しょかりんりん） | CD CD+DVD | VICL-35816（通常版） VIZL-136（初回限定盤） | 3位    | 映画『彩恋 SAI-REN』挿入歌。 |

#### アルバム
|     | 発売日        | タイトル       | 規格 | 規格品番                                              | 最高位 | 備考 |
| --- | ------------- | -------------- | ---- | ----------------------------------------------------- | ------ | ---- |
| 1st | 2005年6月29日 | ばらいろポップ | CD   | VICL-61651（通常版） VICL-62637（期間限定特別価格盤） | 3位    |      |